# Basshunter
 (octobre 2017).
Si vous disposez d'ouvrages ou d'articles de référence ou si vous connaissez des sites web de qualité traitant du thème abordé ici, merci de compléter l'article en donnant les références utiles à sa vérifiabilité et en les liant à la section « Notes et références ».
Basshunter (prononcé : [beɪs.hʌnt.ə(ɹ)]), pseudonyme de Jonas Erik Altberg (prononcé en suédois : [juːnas eːrɪk ˈaltbærj]), né le 22 décembre 1984 à Halmstad, est un chanteur, producteur et disc jockey suédois. Il est surtout connu pour les titres Boten Anna, Vi sitter i Ventrilo och spelar DotA, Now You're Gone, All I Ever Wanted.

## Biographie

### Enfance et débuts
Jonas Erik Altberg est né le 22 décembre 1984 à Halmstad, en Suède. Il vit avec ses parents et son frère cadet près de Tylösand, une plage suédoise. Il débute dans la production musicale sous le nom de Basshunter en 2001 et publie ses premiers albums, The Bassmachine et The Old Shit, à travers son site web en 2004 et 2006.
Il a le syndrome de Gilles de La Tourette, qui le gêne depuis son enfance et qu'il commence à maîtriser,.

### LOL <(^^,)>(2006-2008)
En avril 2006, il signe son premier contrat avec la maison de disque Warner Music après avoir signé la sortie de son premier single, Boten Anna. En Scandinavie, la chanson devient un hit et devient la première chanson en suédois à être classée numéro un dans de nombreux pays. Son premier album, LOL <(^^,)> allait le lancer dans le bain de la musique dance.
Le premier album de Basshunter, LOL <(^^,)>, est sorti le 1er septembre 2006 avec Warner Suède. Une version noël et internationale sortent le 22 décembre 2006, avec les mêmes sons en suédois de l’album original, mais les titres sont traduits en anglais, dans un ordre légèrement différent, et avec des pistes bonus, dont Jingle Bells. Le titre Sverige est retiré de la version internationale.

### Now You're Gone: The Album(2007-2009)

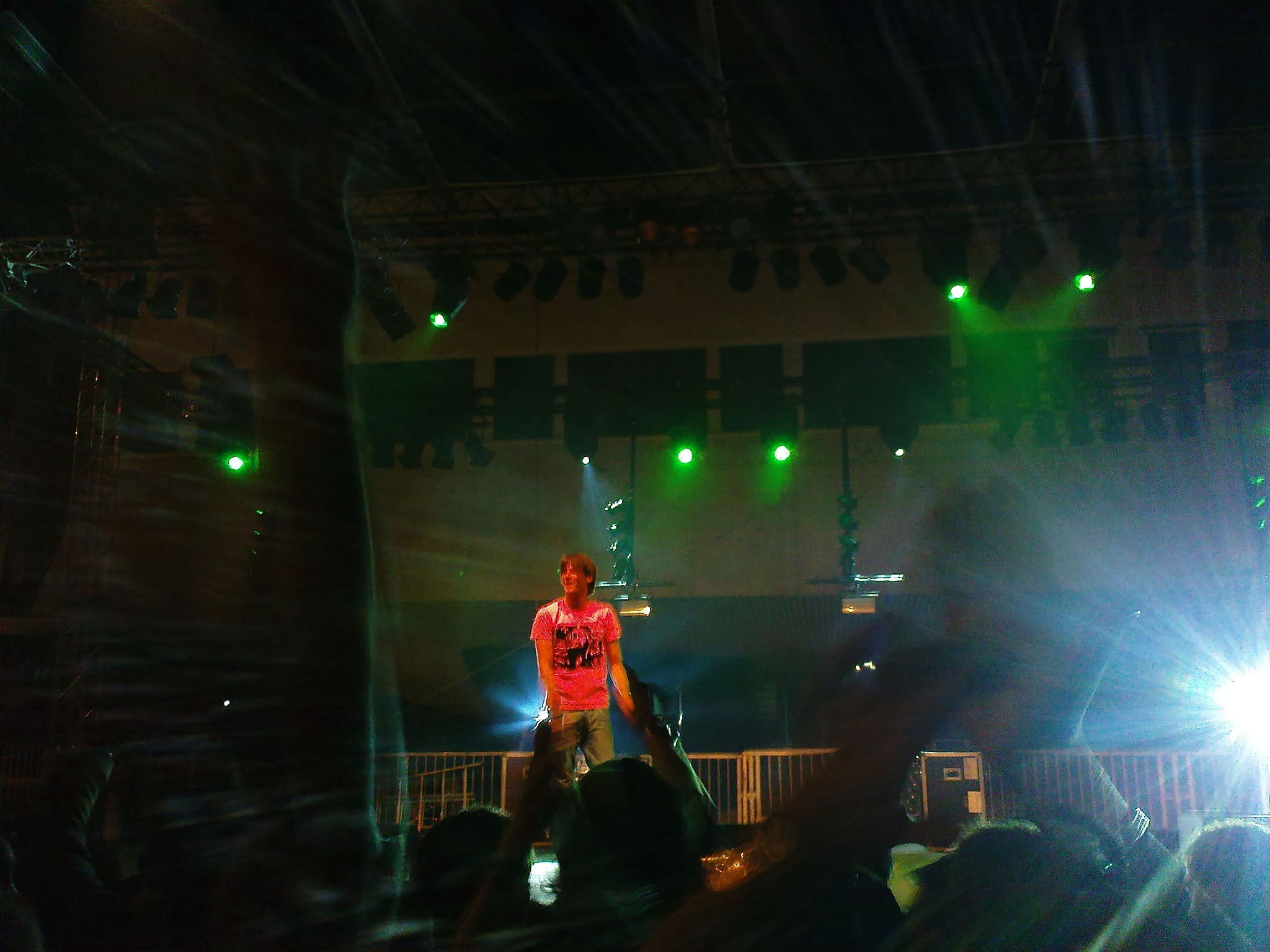
Basshunter, lors de son premier concert en France, au Point gamma le 7 juin 2008.

Le second album studio de Basshunter, Now You're Gone: The Album, sort le 14 juillet 2008 au Royaume-Uni. L’album contient des remakes anglais d’anciens hits de Basshunter, et atteint la première place du UK Albums Chart. L’album se vend à plus de 300 000 exemplaires au Royaume-Uni, et est certifié disque de platine. En Nouvelle-Zélande l’album est à la première place pendant cinq semaines, et est certifié disque d’or six semaines après avoir été écoulé à plus de 7 500 exemplaires. Après 10 semaines, l’album est certifié disque de platine, avec plus de 15 000 ventes. L’album restera à la première place pendant deux semaines. 
L’album contient les gros hits Now You're Gone, All I Ever Wanted, et Angel in the Night.

### Bass Generation(2009)
Le troisième album, Bass Generation, sort le 28 septembre 2009. Début septembre 2009, avant la sortie de l’album, le titre Numbers est en téléchargement gratuit sur la page Bebo de Basshunter. Every Morning sort le 21 septembre 2009 : il s'agit du premier single de cet album. Pour la promotion de l'album, une compétition, Basshunter Album Artwork Competition, est lancée le 10 août 2009 dans laquelle les fans peuvent concevoir la couverture de l'album Bass Generation et dont le gagnant participera au Bass Generation Tour. Cette tournée est prévue pour 10 dates aux côtés de Fugative. Le 3 janvier 2010, Basshunter intègre l’émission de télé-réalité Celebrity Big Brother dans laquelle il termine quatrième[réf. nécessaire].

### The Early Bedroom Sessions(2012)
The Early Bedroom Sessions est un album ou plutôt une compilation de certaines chansons des albums The Old Shit et The Bassmachine qui comprend 23 pistes en plus d'une piste disponible uniquement sur le single Angel in the Night. Intitulé: "Go Down Now" l'album est sortie le 3 décembre 2012 (en ligne) et le 29 janvier 2013 pour le format CD .

### Calling Time(2010-2013)
Le 14 mai 2010, est annoncé le premier single de Basshunter de son quatrième album s'intitulant Saturday. La chanson est coécrite par Thomas Troelsen, Engelina et Cutfather. La mélodie de la chanson est basée sur la chanson de Reel 2 Real intitulée I Like to Move It.
En avril 2011, Basshunter entre dans l'édition 2011 de l'émission suedoise, Celebrity Big Brother pour produire une chanson avec ses colocataires. 
À minuit, le 28 avril 2012, Basshunter publie la vidéo officielle de Northern Light sur sa page Facebook. Le nouvel album devrait sortir entre septembre et décembre 2012. 
Le 13 mai 2013, l'album Calling Time est commercialisé en Afrique du Sud, puis le 23 juillet 2013 aux États-Unis, et en Europe.

### Elinor
Le 1er mars 2014, Jonas chante son nouveau single Elinor, en suédois au New Ice House de McAllen, au Texas.

## Discographie
- 2004 : The Bassmachine
- 2006 : LOL <(^^,)>
- 2008 : Now You're Gone: The Album
- 2009 : Bass Generation
- 2013 : Calling Time

## Distinctions
| Année | Distinction                     | Récompense                                  | Résultat   |
| ----- | ------------------------------- | ------------------------------------------- | ---------- |
| 2006  | Grammis                         | Årets bästa ringsignal (Boten Anna)         | Lauréat    |
| 2006  | Rockbjörnen                     | Årets svenska låt (Boten Anna)              | Nomination |
| 2006  | Rockbjörnen                     | Årets svenska nykomling                     | Nomination |
| 2006  | Eurodanceweb Award              | Boten Anna                                  | Lauréat    |
| 2007  | NRJ Radio Award                 | Meilleur artiste Dance de l'année           | Lauréat    |
| 2008  | European Border Breakers Award  | LOL <(^^,)>                                 | Lauréat    |
| 2008  | Eska Music Award                | Radioaktywny hit roku Era (Now You're Gone) | Lauréat    |
| 2008  | BT Digital Music Award          | Best Electronic Artist or DJ                | Nomination |
| 2008  | BT Digital Music Award          | Breakthrough Artist of the Year             | Nomination |
| 2008  | MTV Europe Music Award          | Best New Act                                | Nomination |
| 2008  | MTV Europe Music Award          | Most Addictive Track (Now You're Gone)      | Nomination |
| 2008  | The Record of the Year          | Now You're Gone                             | Nomination |
| 2008  | World Music Award               | World's Best Selling Swedish Artist         | Lauréat    |
| 2009  | Scandipop Award                 | Best Male                                   | Lauréat    |
| 2010  | International Dance Music Award | Best HiNRG/Euro Track (Every Morning)       | Nomination |
| 2011  | Scandipop Award                 | Best Male Single (Saturday)                 | Nomination |